# Rosa ×odorata
Hybride
Parent hypothétique A de l'hybridation 
  Rosa chinensis 
×

Parent  Hypothétique B de l'hybridation 
   Rosa gigantea 
Rosa ×odorata est une espèce de plantes à fleurs de la famille des Rosaceae. C'est un hybride de rosiers, classé dans la section  des Chinenses (Ce qui est fautif : ce sont des hybrides cultivés chinois, et non des formes spontanées.).
Cet hybride regroupe plusieurs (notho)variétés dont Rosa ×odorata nothovar. gigantea, le Rosier géant.

## Hybrides
- Hybrides de Rosa ×odorata
  - Rosiers Noisette : ‘Blush Noisette’ (Rosa moschata x ‘Old Blush’) et ses descendants, Noisette et thé-Noisette dont le célèbre ‘Madame Alfred Carrière’.
  - rosiers Bourbon : Rosa chinensis × Rosa gallica et Rosa damascena semperflorens.
  - Rosiers thé ou rosiers à odeur de thé : Rosa odorata × rosiers Bourbons ou rosiers Noisette,
  - Rosiers thé-polyantha : rosiers thé × rosiers polyantha.
- Hybrides remontants : croisements de ces différents hybrides de Rosa chinensis,
- Hybrides de thé : hybrides remontants × rosiers thé dont le premier est ‘La France’ obtenu par Guillot en 1867[2].

## Synonyme
- Rosa indica var. odorata Andrews